# Beach Boys – Rette sich wer kann
Beach Boys – Rette sich wer kann ist ein deutscher Fernsehfilm, der 2002 innerhalb der Reihe made by ProSieben produziert wurde. Er wurde erstmals am 13. März 2003 im Fernsehen ausgestrahlt. Die Komödie wurde in Hamburg und auf Sylt gedreht.

## Handlung
Die drei Freunde Til, Sinan und Bramstedt träumen von einer Musikkarriere und teilen ihre Zuneigung zu Lisa, einem Mädchen aus der Schule. Sie versuchen, an Lisa heranzukommen, allerdings bereitet sie sich gerade mit ihren Freunden auf einen mehrwöchigen Rettungsschwimmer-Einsatz auf Sylt vor. Die drei Jungs setzen alles daran, mit nach Sylt kommen zu können. Als Bramstedt Lisas Team mit einer Alkoholmischung ausschaltet, bleibt Lisa nichts anderes übrig, als Til, Sinan und Bramsted mitzunehmen.
Das Glück scheint perfekt: Sie verbringen nicht nur den Sommer mit ihrer Angebeteten, sondern kriegen vom Produzenten Winterstein zudem einen Plattenvertrag in Aussicht gestellt. Til weiß jedoch, dass sie mit einer anderen Band verwechselt wurden und somit aus dem Plattenvertrag nichts wird. Statt seine Freunde über den Irrtum aufzuklären, setzt er seine Hoffnungen auf einen Band-Wettbewerb auf Sylt, bei dem der Sieger einen Plattenvertrag erhält.
Darüber hinaus müssen sich die drei Freunde in Lisas Rettungsschwimmer-Team bewähren. Den Jungs misslingen jedoch selbst die einfachsten Übungen. Til kann nicht einmal schwimmen. Als schließlich die echten Rettungsschwimmer auf den Plan treten und die Verwechslung mit dem Plattenvertrag auffliegt, gerät der perfekte Urlaub ins Wanken …

## Kritiken
- Save.TV nennt den Film eine „Locker leichte Beach-Komödie“, sagt allerdings auch, „wer Tiefgang sucht, ist hier falsch!“.[4]

- TV Spielfilm empfiehlt den Film als „TV-Teen-Komödie um drei schräge Vögel“ inklusive „Boygroup der besonderen Art“.[5]

- Das Lexikon des internationalen Films sieht „genregemäßen Verwicklungen“ in einer „anspruchslosen Fernseh-Strandkomödie für ein junges Publikum, das man mit dem viel beschworenen Flair Sylts locken möchte“.[6]

- kino.de bescheinigt dem Sender „eine ebenso fröhliche wie einfallsreiche Gute-Laune-Geschichte“, bei der die jungen Darsteller „ausnahmslos klasse“ seien. Gleichzeitig wurde eingeräumt, dass sich ein Großteil der Pointen „unverhohlen an 16-jährige Jungs“ richtet.[7]